# Heinz Kürten (Mediziner)
Heinz Heinrich Kürten (* 29. Mai 1891 in Limburg; † 16. Dezember 1966 in München) war ein deutscher Internist, nationalsozialistischer Eugeniker und Hochschullehrer.

## Leben

### Bis Ende des Zweiten Weltkriegs
Heinz Kürten studierte seit 1911 Medizin an den Universitäten Heidelberg und Leipzig. Anschließend leistete er im Ersten Weltkrieg Kriegsdienst als Feldunterarzt und Assistenzarzt d.R. 1918 wurde er in Heidelberg promoviert.
Von 1919 bis 1929 war Kürten als Assistent an der Universität Halle tätig, zunächst unter Emil Abderhalden und ab 1921 bei Franz Volhard. Hintergrund des Wechsels war ein Konflikt mit Abderhalden, da dieser Kürten vorwarf, eine seiner unveröffentlichten Arbeiten unerlaubt eingesehen zu haben. Diese Auseinandersetzung dauerte mehrere Jahre an, da Kürten eine starke Abneigung gegen Abderhalden pflegte wegen dessen Ablehnung von Kürtens geplanter Habilitation. Dennoch konnte er sich 1925 habilitieren und war anschließend als Privatdozent sowie nichtbeamteter außerordentlicher Professor tätig. Von 1929 bis 1934 praktizierte er als niedergelassener Allgemeinmediziner.
Kürten war bis zum Dawesplan, etwa 1 Jahr lang, Mitglied in der DNVP und trat zum 1. Februar 1931 der NSDAP bei (Mitgliedsnummer 420.586). Ab 1931 war er als Gaufachberater für Rassenhygiene in der Gauleitung im Gau Halle-Merseburg tätig. Zudem war er stellvertretender Kreisleiter und stellvertretender Gauobmann. Dem NS-Lehrerbund und NS-Dozentenbund trat er nach der nationalsozialistischen Machtübernahme im Juli 1933 bei. Zudem wurde er Mitglied der NSV, des Reichsluftschutzbundes, des Kolonialbundes, der SS und der Reichskulturkammer. Im Januar 1934 wurde er zum Vertrauensmann der NSDAP an der Medizinischen Fakultät Halle ernannt.
In Anerkennung seiner Verdienste erfolgte im Mai 1934 seine Berufung zum außerordentlichen Professor an die Universität München. Im Dezember 1934 wurde Kürten ohne Beteiligung der Medizinischen Fakultät zum persönlichen Ordinarius für Innere Medizin, Erblehre und Rassenhygiene an der Universität München ernannt und bekleidete dieses Amt bis 1945. Von 1935 bis 1937 war er Dekan der Medizinischen Fakultät. In dieser Funktion schlug Kürten Adolf Hitler für den Friedensnobelpreis 1937 vor. Gleichzeitig war er dort Direktor der Poliklinik. Sein Spezialgebiet war die Innere Medizin. Er forschte zur menschlichen Erblichkeitslehre und zur Rassenpflege.
Kürten versuchte an der Spitze der Fakultät das Dekanat ganz im Sinne der NSDAP zu führen. Kürten hatte kaum Kontakte mit Kollegen und viele Fakultätsmitglieder verhielten sich ihm gegenüber reserviert. Er hielt Betriebsappelle in der Klinik und beendete Fakultätssitzungen mit einem „Sieg Heil“. Kürten verfolgte als Dekan das Ziel, die Fakultät „zu einer Arbeitsgemeinschaft im weltanschaulich nationalsozialistischen Sinn zu erweitern.“ Berufungsverfahren waren dadurch gekennzeichnet, dass neben der wissenschaftlichen Qualifikation der politische Gesichtspunkt stets eine große Rolle spielte. Kürten band bei diesen Personalentscheidungen die Fakultät kaum ein. Von Ende 1937 bis 1942 amtierte er noch als Stellvertreter des Dekans. (Helmut Böhm, Von der Selbstverwaltung zum Führerprinzip, S. 397/398 und 453)
Eine mögliche Berufung Kürtens auf den Lehrstuhl für Innere Medizin an der Universität Halle scheiterte 1936 an Abderhaldens Intervention, der in diesem Fall seine wissenschaftliche Arbeit einzustellen drohte.
Bei der Reichsleitung des NSDÄB war Kürten Hauptstellenleiter. Als Redakteur war er verantwortlich für die Zeitschrift Ziel und Weg des NSDÄB. Kürten war von 1934 bis 1944 Beauftragter und Gauamtsleiter des Rassenpolitischen Amtes im Gau München-Oberbayern.
Im Tätigkeitsbericht des Rassenpolitischen Amtes (RPA) vom 14. Oktober 1940 führt Kürten unter dem Betreff „Notwendigkeit und Möglichkeiten einer großzügigen ganz Deutschland umfassenden Mischlingskartei“ aus, dass die Beanspruchung der Sprechstunde (des RPA) durch Juden und Mischlinge das RPA dazu veranlasst hat, neben der Juden- auch eine Mischlingskartei zu erstellen. Mit dieser Kartei wurden nicht nur Juden, die als Mischlinge I. Grades erscheinen, sondern auch Mischlinge II. Grades, „die als deutschblütig auftreten möchten“ erfasst. Kürten erhält von Erhard Wetzel, Rassenpolitisches Amt Reichsleitung, am 5. Dezember 1940 die Antwort, dass eine solche Kartei zu begrüßen sei. Es wird in diesem vertraulichen Schreiben auch darauf hingewiesen, „dass die Tendenz bezüglich der zukünftigen Behandlung der jüdischen Mischlinge 1. Grades klar dahin verläuft, sie schlechter als bisher zu stellen. Es ist nicht ausgeschlossen, daß nach Kriegsende eine Gleichstellung mit Volljuden erwogen wird.“
In diesem Tätigkeitsbericht gibt es auch den Betreff „Judenmischlinge mit zwei Pässen“, wo Kürten die Problematik erörtert, dass Mischlinge I. Grades als Argentinier eine Ehe mit einer Deutschblütigen schließen konnten. Als deutscher Staatsangehöriger und Mischling I. Grades bedürfe es dazu aber einer Genehmigung, die (aufgrund der Blutschutzgesetze) nicht zu erwarten sei. Kürten sieht hier eine Lösung des Problems, „wenn Mischlinge I. Grades bei unerlaubtem Geschlechtsverkehr bereits wegen Rassenschande belangt werden könnten.“
Der Artikel Fünf Jahre Nürnberger Gesetze im Völkischen Beobachter (Münchner Ausgabe, 15. September 1940) wird von Kürten in seinem Tätigkeitsbericht des RPA kritisiert, da dieser „dieses Problem lediglich juristisch erfaßt“. Der kurz danach erscheinende Aufsatz mit dem Titel „Wen können Halbjuden heiraten?“ verneint die Assimilation und lehnt die Eheschließung mit Halbjuden ab, die früher bejaht worden war. Kürten berichtet dazu: „Es hat daraufhin natürlich eine immerhin bemerkenswerte Beunruhigung unter den Mischlingen eingesetzt, die sich an einer zunehmenden Beanspruchung unserer Sprechstunde äußerte. – Das der von uns vertretene Standpunkt derjenige ist, der in dem letztgenannten Aufsatz zum Ausdruck kommt, bedarf wohl keines besonderen Hinweises. – Im übrigen aber scheint es mir als höchst unerwünscht, daß das Hauptorgan unserer Bewegung innerhalb so kurzer Zeit zwei entgegengesetzte Auffassungen vertritt.“
Eines der nachweisbaren Opfer von Kürten ist Harry Philippi, Bankdirektor, „Mischling I. Grades“, der sich mit einer „Deutschen“ verlobt hatte. Kürten hatte beide im Mai und Juni 1943 schriftlich in die Sprechstunde des RPA vorgeladen und dort unter Androhung von Strafen (Gestapo, Schutzhaft und Konzentrationslager) aufgefordert, diese Verlobung umgehend aufzulösen. Kürten antwortete Philippi auf die Frage nach der gesetzlichen Grundlage für diese Forderung, dass es eine solche nicht gäbe, es genüge, dass die Geheime Staatspolizei diese Auflage mache. Nach erneuter Androhung der Inschutzhaftnahme und des Konzentrationslagers wurde Philippi gezwungen, die sofortige Auflösung des Verlöbnis zu unterschreiben.
Harry Phillippi wurde auf Intervention von Kürten von der Gestapo am 8. Juli 1944 inhaftiert, weil er sich weiterhin mit seiner Verlobten getroffen hatte und „dadurch die Gesetze der Regierung sabotiert und Unruhe und Erregung in weite Kreise der Bevölkerung getragen“ habe. Am 15. September 1944 kam Philippi nach Stadelheim, am 27. September 1944 in die Ettstrasse, wo ihm ein von Kaltenbrunner unterzeichneter Schutzhaftbefehl vorgelegt wurde. Am 28. September 1944 wurde er nach Schwandorf (Amtsgerichtsgefängnis) und von dort über Hof nach Weimar transportiert. Am 17. November 1944 kam er in das Konzentrationslager Buchenwald. Harry Philippi überlebte diese Haftzeit im Konzentrationslager Buchenwald nur knapp, seine Haftzeit endete am 11. April 1945 aufgrund der Befreiung des Konzentrationslagers durch die Amerikaner.
Am 27. Mai 1944 wurde Kürten durch den Gauobmann der Deutschen Arbeitsfront (DAF), Gauverwaltung München-Oberbayern mitgeteilt, „daß der Betriebsgemeinschaft der Universitätspoliklinik München die Anerkennung zum Kriegsmusterbetrieb verliehen worden ist“.
Im Völkischen Beobachter wird dazu am 31. Mai 1944 geschrieben, dass sich die fünf Teilkliniken unter der Gesamtleitung von Kürten zu einer idealen Betriebsgemeinschaft vereinigen.

„Wenn irgendwo, dann bestätigt sich gerade hier, daß der Geist der Führung auch der Geist des Betriebes ist. Jede nur erdenkliche soziale Fürsorge für die Gefolgschaftsmitglieder: Betriebsverbesserungen, Gesundheitsfürsorge, Schönheit der Arbeit, Sport, Kraft durch Freude, Betriebsappelle und Gemeinschaftsfeiern, Pflege der Kameradschaft, Notstandshilfe, Ehrungen besonders Verdienter, dies alles und vieles mehr hat dazu beigetragen, aus dem Gesundheitsbetrieb einen vorbildlichen Musterbetrieb zu machen. Dank zielbewußter Arbeit ihres Betriebsführers ist seit 1934 durch Vorbild und Schulung sowie durch aktive Teilnahme am Leben der Partei und ihrer Gliederungen auch das letzte Gefolgschaftsmitglied in die große Front der nationalsozialistischen Volksgemeinschaft eingereiht worden. […] Sie (die Betriebsgemeinschaft) tut mehr als ihre Pflicht und hilft mit im Lebenskampf unseres Volkes durch unermüdlichen Dienst an der Volksgesundheit.“

### Nachkriegszeit
Nach dem Ende des Zweiten Weltkrieges wurde Kürten von der Universität München entlassen und war in München als niedergelassener Facharzt für Innere Medizin sowie an einer privaten Krebsforschungsstelle tätig. Ab 1951 war er Professor zur Wiederverwendung und erhielt seit 1956 die Ruhestandsbezüge eines emeritierten ordentlichen Professors.
Am 20. Juli 1945 schrieb der Rektor der Universität München an die Militärregierung, Abteilung Public Health, dass sich im Lehrkörper der Medizinischen Fakultät der Universität München neben Kürten folgende aktive Nationalsozialisten befanden, die inzwischen vom Bayerischen Staatsministerium für Unterricht und Kultus des Dienstes enthoben wurden: die Professoren Alfred Schittenhelm, Ernst Rüdin, Max Clara, Karl Pieper, Franz Wirz, Walter Schultze, Gustav Freytag und Gustav Borger sowie die Dozenten Ernst Francke, Fritz Roeder, Karl Lisch und Karl Ihm. Mit Schreiben vom 26. Juli 1945 wird der Rektor der Universität München durch den Bayerischen Staatsminister Unterricht und Kultus, Otto Hipp, mit dem Betreff „Säuberung der Beamtenschaft“ über die sofortige Einstellung der Auszahlung sämtlicher Bezüge für Kürten, Clara, Wirz, Schultze, Freytag, Francke und Roeder informiert.
Der Kassationshof im Bayerischen Staatsministerium für Sonderaufgaben beschloss gemäß Art. 52 Ziffer 3 des Befreiungsgesetzes und des Geschäftsverteilungsplans vom 5. September 1946 im Verfahren gegen Kürten, den Spruch der Berufungskammer München, 17. Senat, vom 24. Oktober 1949 aufzuheben. Es wurde die erneute Durchführung des Berufungsverfahrens vor der Berufungskammer München, und zwar durch einen bisher mit der Sache nicht befasst gewesenen Senat, angeordnet.
Am 28. August 1950 teilt der Minister für politische Befreiung unter dem Betreff „Milderung des Berufsverbots für Professor Dr. med. Heinz Kürten“ Kürten mit, „Das im Spruch der Hauptkammer München vom 28.6.1949 bzw. der Berufungskammer München, 17. Senat, vom 24.10.49 ausgesprochene Berufsverbot wird in Anwendung des Art. 53 des Befreiungsgesetzes insoweit gemildert, daß dem Betroffenen mit Wirkung vom 1.9.1950 gestattet wird, eine Praxis als Arzt für Innere Krankheiten auszuüben. Der weiter angeordnete Verlust der Approbation wird aufgehoben.“
Am 19. Juni 1951 wurde gegen Kürten durch die Berufungskammer folgender Spruch erlassen: „Die Berufung des Betroffenen und die des Antragstellers Dr. Harry Philippi gegen die Entscheidung der Hauptkammer vom 28.6.1949 wird zurückgewiesen. Die Kosten der Berufungsinstanz fallen dem Betroffenen und dem Antragsteller Dr. Philippi je zur Hälfte zur Last. Der Streitwert wird, und zwar anderweitig auch für die erste Instanz, auf DM 27.309.-- festgesetzt.“
Kürten stellte am 26. Juni 1951 gemäß Artikel 131 GG als vormaliger Direktor der Universitätspoliklinik & Medizinischen Poliklinik einen Antrag auf Pensionierung an das Bayerische Staatsministerium für Unterricht und Kultus und bittet „in Anbetracht meiner wirtschaftlichen Lage um baldige Gewährung eines Übergangsgeldes.“ Da noch kein Spruchkammerbescheid für Kürten vorlag, aus dem hervorging, in welche Gruppe er nach dem Befreiungsgesetz eingereiht wurde, wurde die Gewährung des erbetenen Übergangsgehalts bis dahin ausgesetzt.
Am 2. April 1952 wurde Kürten vom Minister für politische Befreiung in Bayern mitgeteilt: "„die Entscheidung der Berufungskammer München vom 19.6.51 und vom 24.10.49 sowie der Hauptkammer München vom 28.6.49 werden aufgehoben (Art. 52 Befr. Ges.). Die Klage gegen Kürten vom 5.1.49 wird zurückgenommen und das Verfahren  wird eingestellt (§ 1 Abschl.Ges.)“.

## Werke (Auswahl)
- Zur Diagnostik, Therapie und Prognostik der Lungentuberkulose im Altertum und Mittelalter. Thieme, Leipzig 1936, DNB 580481204.